# Zohran Mamdani
Zohran Kwame Mamdani (n. 18 octombrie 1991, Kampala, Uganda) este un activist și politician ugandez-american de extrema stângă, cu origini indiene. El este candidatul democrat pentru funcția de primar al orașului New York, fiind afiliat și cu Socialiștii Democrați ai Americii.

## Biografie
S-a născut în Uganda într-o familie de indieni musulmani șiiți și a emigrat în SUA la vârsta de 7 ani. Tatăl său, Mahmood Mamdani este un fost disident din Uganda, iar, în prezent, profesor de studii coloniale la Universitatea Columbia, iar, în perioada în care trăia în Uganda, a fondat o societate de prietenie ugandezo-nord-coreeană, promovând literatură Juche. Zohran este licențiat în studii afro-americane. El a făcut muzică rap. În 2017, a lansat o melodie rap în care își exprima simpatia pentru 5 persoane condamnate în SUA pentru că sprijineau Hamas.
Mamdani face parte din mișcarea woke. El a fost ales în Parlamentul statului New York în 2020, iar în 2025 și-a anunțat candidatura pentru funcția de primar al orașului New York. Platforma sa politico-economică este neo-progresistă și de stânga populistă, susținând teme precum transportul public gratuit, intervenția statului în reglarea prețurilor la chirii, și construirea de locuințe sociale. El propune scăderea finanțării pentru poliție și redirecționarea acestor bani pentru alte programe sociale, dar și taxe mai mari pentru cartierele locuite de albi. Mamdani și-a manifestat vehement și dur opoziția față de statul Israel și susținerea pentru cauza palestiniană. Mamdani a acuzat Israelul de apartheid și de genocid și susține boicotarea acestuia. În 2025, Mamdani a refuzat să semneze o declarație de susținere a dreptului Israelului de a exista. De asemenea, între 2022 și 2025, Mamdani a refuzat să participe la zilele comemorării Holocaustului. De asemenea, a declarat că susține expresii precum globalize the Intifada și from the river to the sea, susținând că "reprezintă rezistența eroică a palestinienilor" și că nu e nimic antisemit la ele. Mamdani susține de asemenea protejarea drepturilor LGBT. Mamdani a condamnat dur atacurile americane asupra instalațiilor nucleare din Iran. El a mai condamnat atacurile israeliene împotriva organizației islamiste șiite jihadiste Hezbollah. Campania sa a fost susținută de Alexandria Ocasio-Cortez și de Bernie Sanders.
După victoria lui Mamdani în alegerile interne din Partidul Democrat, s-a înregistrat o creștere a antisemitismului în Statele Unite. A fost catalogat drept antisemit și de către Anti-Defamation League. Mamdani a respins acuzațiile de antisemitism și a zis că atacurile la adresa sa din partea Republicanilor și a organizațiilor evreiești sunt motivate de islamofobie.
Zohran Mamdani este un politician popular în rândul tinerilor americani. Dacă va câștiga alegerile, va fi primul primar musulman din istoria orașului New York.